# Daïra d'El Guelb El Kebir
La daïra d'El Guelb El Kebir est une circonscription administrative algérienne située dans la wilaya de Médéa et la région du Titteri. Son chef-lieu est situé sur la commune éponyme d'El Guelb El Kebir.
La daïra regroupe les trois communes d'El Guelb El Kebir, Sedraia et Bir Ben Abed.